# Gerhard Klein (Architekt)
Gerhard Klein (* 1934) ist ein deutscher Architekt, Grafiker und Buchautor.

## Leben
Klein studierte an der Hochschule für Architektur und Bauwesen Weimar, wo er 1978 zum Dr.-Ing. promoviert wurde.
Von 1959 bis 1989 war er in Halle (Saale) als Chefarchitekt in einem Projektbetrieb tätig. Er war Mitglied im Bund deutscher Architekten/DDR. Von 1990 bis zu seinem Eintritt in den Ruhestand 1999 übernahm er die Leitung eines Architekturbüros im Unternehmen Halle-Projekt, Architekten und Ingenieure GmbH. Im Rahmen dieser Tätigkeit gilt er allerdings nicht als Entwurfsurheber.
Klein publiziert im Bertuch-Verlag (Weimar) zu Themen mit Architekturbezug. Diese Skizzenbücher sind nicht umfangreich, aber zahlreich und mehrfach aufgelegt. Die darin enthaltenen Illustrationen sind wie die Texte von ihm selbst.

## Schriften (Auswahl)
- Untersuchungen zur Bildung und Anwendung von Grundlagen unifizierter, nutzungsneutraler und kombinierbarer Projektierungseinheiten der Tragstruktur für gesellschaftliche Einrichtungen im komplexen Wohnungsbau. Dissertation A, Weimar 1978.
- Weimar-Skizzen. Motive der Klassikerstadt. Bertuch Verlag, Weimar 2005.
- Dresden-Skizzen. Bertuch Verlag, Weimar 2006.
- Leipzig-Skizzen. Bertuch Verlag, Weimar 2009.
- Halle und Umgebung. Projekte-Verlag Cornelius, Halle 2011.
- Berlin-Skizzen. Motive der Hauptstadt. (Berlin sketches) Bertuch Verlag, Weimar 2011.
- Mecklenburg-Vorpommern-Skizzen. Bertuch Verlag, Weimar 2013.
- Erfurt-Skizzen. 2. Auflage, Bertuch-Verlag, Weimar 2023.